# Perley Lajos
Perley (Pleyer) Lajos vitéz (1893, Dunaszerdahely – ?, Budapest) a magyar ejtőernyőzés kiválósága.

## Életpályája
1912-ben rendszeresen látogatta a Mátyásföld területén található Rákosmezőn tevékenykedő repülőépítőket. Székely Mihály hangárjában mutatta be modellkészletét. Szalai István főmérnök a Székesfehérvár tevékenykedő modellkészítő üzemében valamennyi repülőgép miniatűrt elkészítették. A kezdeti kapcsolatokat az első világháború eseményei megszakították. Perley a 38. gyalogezreddel vonult le Szerbiába, ahol néhány hét alatt kitűnt vakmerő bátorságával. Az első világháborút gyalogos tisztként fejezte be.
Olvasta az egyik háborús repülő kalandos ejtőernyőugrásának történetét. Elhatározta, hogy az ejtőernyőt a repülés propagandájának szolgálatába állítja. Felismerte, hogy az ejtőernyős ugrás a közönség fantáziáját megragadó látványosság.
Az ötletet, az ejtőernyőzést a hatóságok életveszélyesnek minősítették és csak holt teherrel, homokzsákkal való bemutatását engedélyezték. Mérsékelt érdeklődés mellett folytak az ejtőernyődobások templomok tornyából, hatemeletes paloták ereszéről meredező pallóról, míg végre eljött a mátyásföldi repülőnap, amelynek egyik főszáma az ejtőernyőugrás bemutatása volt. Egy párizsi cégtől vásárolt magának egy Jeen-Ors-féle ejtőernyőt. Perley először 1924-ben a mátyásföldi repülőnapon mutatkozott be ugrással. A repülőnap sikeressége módot adott további ugrások bemutatására, Szegeden, Debrecenben, Nagykőrösön és még néhány kisebb város lakossága végigélhette az ejtőernyővel való kiugrás izgalmait. Az újbóli betiltás azonban végleg beszüntette a bemutatásokat. Perley elunva a hazai tiltást, 1925 tavaszán Dél-Amerikába utazott. Argentínában megtalálta működésének igazi terepét. Buenos Airesben hét, egymást követő bemutatással megnyerte a hálás nép rokonszenvét. Tevékenységét két éven keresztül sikeresen művelte. Ugrásai során a közönség gyönyörűségére propagandista szórakozást mutatott be, földközelbe ért, a derekára csavart, előkészített magyar és argentin lobogókat kinyitva ért Földet. Kalandjai befejeztével visszatért Magyarországra.

## Szakmai sikerek
Az első világháborúban kitüntették
- a legénységi arany vitézségi érmével,
- a tiszti arany vitézségi éremével,

## Külső hivatkozások
- Perley Lajos. magyarszarnyak.uw.hu. [2014. augusztus 12-i dátummal az eredetiből archiválva]. (Hozzáférés: 2011. december 24.)